# جونينهو باكونا
جونينهو باكونا (بالهولندية: Juninho Bacuna) (7 أغسطس 1997 بخرونينغن في هولندا - ) هو لاعب كرة قدم هولندي في مركز الهجوم. لعب مع نادي غرونينغن.

## روابط خارجية
- جونينهو باكونا على موقع قاعدة بيانات كرة القدم.إي يو (الإنجليزية)
- جونينهو باكونا على موقع ليكيب (الفرنسية)
- جونينهو باكونا على موقع ناشيونال فوتبول تيمز (الإنجليزية)
- جونينهو باكونا على موقع Soccerbase.com (لاعب) (الإنجليزية)
- جونينهو باكونا على موقع Soccerway.com (الإنجليزية)
- جونينهو باكونا على موقع عالم كرة القدم.نت (الإنجليزية)
- جونينهو باكونا على موقع AS.com (الإسبانية)